# Emperadors il·liris
Els emperadors il·liris són la sèrie d'emperadors romans que van governar l'Imperi Romà entre 268 i 285. El nom prové d'Il·líria d'on provenien la majoria d'aquests emperadors.
L'ascens dels soldats il·liris és conseqüència de les mesures preses per l'emperador romà Galiè (260-268) qui facilità els oficis als comandaments militars que abans estaven reservats als senadors romans. A la mort d'Aurelià, Marc Claudi Tàcit, el darrer elegit pel senat romà, fou emperador romà del 25 de setembre de 275 al juny del 276 i la seva política anava encaminada a revalorar el senat, però va arribar al càrrec quan ja era molt gran i no va poder superar una malaltia, que va ser la causa del seu breu regnat. En conèixer la mort de Tàcit, el seu mig germà Florià es va proclamar emperador però el general Probe també es va proclamar successor i després d'un enfrontament entre els dos rivals, Probe es va imposar.
El regnat de Probe fou una contínua successió d'èxits militars. A la Gàl·lia va lluitar contra els lugis, els alamans i els francs que havien travessat el Rin; va recuperar sis ciutats, va matar quatre-cents mil germànics, als que va expulsar a l'altre costat del riu, va entrar a Germània i va integrar, degudament repartits, a setze mil germànics entre les legions romanes; va establir una sèrie de fortaleses a l'interior de Germània que va planejar convertir en província. Per aquestes actuacions el senat li va concedir el títol de Germanicus Maximus. Després va marxar a Rècia, Nòric i a Tràcia on els vàndals causaven conflictes i foren obligats a una submissió o a una aliança; els bandits d'Isàuria i els salvatges blèmies del sud d'Egipte foren derrotats i dispersats. Després va ordenar la reconstrucció de ponts sobre el Nil i els seus canal, al voltant dels quals hi havia establerta la major producció de cereals de l'imperi. Amb Pèrsia es va signar un tractat. Les revoltes de Juli Saturní a Alexandria, i de Tit Eli Pròcul i Bonós a la Gàl·lia foren suprimides ràpidament. Probe es trobava el 282 al Nòric quan els soldats es van amotinar, exigint el nomenament de Marc Aureli Car, i entre setembre i desembre d'aquell any Probe fou assassinat i Car es va quedar sense rival. Després de la mort de Car en 284 els seus fills Numerià i Carí i quan Numerià va morir a l'Àsia Menor, Carí va assumir el poder en solitari però a orient els generals es van reunir i van escollir Dioclecià com a emperador. Carí no va acceptar aquesta usurpació i va reunir un exèrcit a la Gàl·lia per combatre'l, sent derrotat.

## Llista dels emperadors il·liris
- Claudi II el Gòtic (268 a 270).
- Quintil (d'agost de 270 a octubre de 270)
- Aurelià (270 a 275)
- Tàcit (275 a 276)
- Florià,(agost de 276 a setembre de 276)
- Probe (276 a 282)
- Carí (282 a 283)
- Numerià (283 a 284)
- Carí (284 a 285)